# Bell AH-1
Der Bell AH-1 Cobra ist der erste echte Kampfhubschrauber (englisch attack helicopter, AH) des US-amerikanischen Herstellers Bell Helicopter. Bei seiner Auslieferung Mitte der 1960er Jahre war er der erste reine Kampfhubschrauber der Welt; zuvor gab es lediglich bewaffnete Transporthubschrauber.

## Bezeichnungen
Einige Bell UH-1B „Huey“ wurden für Begleitschutzaufgaben schwer bewaffnet und deswegen auch „Cobra“ genannt. Dies erfuhren die Ingenieure von Bell und übernahmen die Bezeichnung – obwohl sie entgegen den Army-Regeln nicht von einem der Stämme amerikanischer Ureinwohner hergeleitet war. Da der Army sozusagen eine neue Version der UH-1 anstatt eines neuen Typs schmackhaft gemacht werden sollte, wurde sie ursprünglich als UH-1H „HueyCobra“ bezeichnet und erst nach dem Anlauf der Serienfertigung in AH-1G umbenannt.

## Geschichte

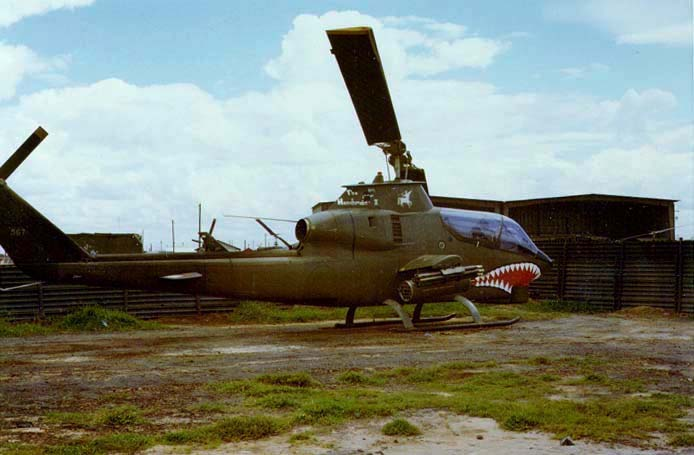
Ein AH-1G HueyCobra auf einem Helipad in Südvietnam, 1970

Im Vietnamkrieg zeigte sich erstmals der Bedarf an bewaffneten Begleitschutzhubschraubern. Hubschrauber wurden im großen Stil zur Beförderung von Truppen und Ausrüstung benutzt, konnten jedoch nicht für ihren Selbstschutz sorgen, da sie mit Raketenwerfern und türmontierten Maschinengewehren zu schwer und langsam waren. Begleitschutz durch Kampfflugzeuge der United States Air Force konnte nur ein Notbehelf sein, da die Düsenjäger wegen ihrer höheren Geschwindigkeiten nie wirklich nahe bei den Hubschraubern bleiben konnten.
Bell Helicopter hatte bereits ab den 1950er Jahren mit Kampfhubschraubern auf Basis des Bell 47 experimentiert. Mitte 1962 stellte Bell der US-Armee ein Mock-up des D-255-Entwurfes vor, das 1964 in Form des abgewandelten D-262 für das Advanced Aerial Fire Support System (AAFSS) verwendet wurde. Bell verlor diesen Wettbewerb und entwickelte dennoch ab Dezember 1964 das Modell 206, das am 7. September 1965 zum Erstflug startete und sich im Zeichen des Vietnamkrieges und den nicht verfügbaren Lockheed AH-56 A aus dem AAFSS-Programm als Glücksgriff erwies. Die ersten beiden Vorserienmaschinen der nun als Bell AH-1G bezeichneten Maschine wurden am 7. April 1966 von der U.S. Army bestellt. Der Name verrät schon, dass Bell so weit wie möglich auf Komponenten ihres gerade aktuellen Transporthubschrauber-Modells Bell 204 UH-1C „Iroquois“ zurückgegriffen hatte, beispielsweise Rotor, Getriebe und Turbinen, um die Kosten niedrig zu halten.
Neu war der extrem schlanke Rumpf, der dank der Reduktion auf das Minimum ausgeführt werden konnte. Dies wurde richtungsweisend für alle folgenden Kampfhubschrauber-Typen, die dadurch bei Angriffen dem Feind nur eine sehr kleine frontale Trefferfläche bieten. Der Bordschütze besetzt in der Cobra den vorderen Sitz, der Pilot sitzt hinten leicht erhöht. Der Bordschütze bedient primär die Bordkanone und die externen Waffen. Notfalls können die Besatzungsmitglieder auch jeweilig die Aufgabe des anderen übernehmen, wofür beide Cockpits mit den grundlegenden Fluginstrumenten, Steuerknüppeln und Pitch-Hebeln ausgerüstet sind.
Der AH-1G hatte im Gegensatz zum Prototyp ein festes Kufenlandegestell und der Heckrotor wurde im Laufe der Produktion nach rechts verlegt. Die untere Heckflosse des Heckleitwerkes wurde ebenfalls weggelassen. Die rundum verglaste und oben abgerundete Kabinenhaube mit Panoramasicht aus ungepanzertem Sicherheitsglas sorgte für einen unangenehmen Treibhauseffekt. Deswegen waren die ersten gelieferten AH-1G mit Ventilationsdüsen ausgerüstet. In den tropischen Gebieten Südostasiens waren diese jedoch unzureichend. Deswegen rüsteten die Werkstätten in Vietnam die Hubschrauber mit Klimaanlagen aus, die „environmental control unit“ (ECU) genannt wurden; später wurden diese Anlagen während der Serienproduktion eingebaut. Die „Treibhausverglasung“ stellte die höchste Infrarotsignatur des Helikopters dar, sogar die heißen Triebwerksabgase zogen infrarotgelenkte Waffen weniger an. Zudem wurde der Heckrotor bei der späten AH-1G aus Stabilitätsgründen gegenüber der UH-1C von der linken auf die rechte Seite verlegt, ansonsten wurde beinahe der gesamte Heckbereich von der UH-1C „Huey“ übernommen. Bei der frühen Version waren zwei Landelichter in der Plexiglasnase untergebracht, bei der späten Version konnte ein Landescheinwerfer unterhalb der Nase ausgeklappt werden.
Als Zielhilfe für alle Waffen diente das einklappbare Reflexvisier M73. Das Computersystem kompensiert für den Kinnturm die Eigenbewegungen des Hubschraubers, Windeinflüsse und Zielbewegungen.
Der AH-1G war nur leicht gepanzert. Der Panzerschild vor dem Cockpit schützte vor Beschuss mit Waffen bis Kaliber 7,62 mm; auch die Hydraulik- und Treibstoffführungssysteme waren vor Beschuss und Splitterwirkung geschützt.

### Einsatz in Vietnam
Da in Vietnam aus oben genannten Gründen und der allmählichen Ausweitung des Krieges ein großer Bedarf an Kampfhubschraubern bestand und das Konkurrenzprogramm Lockheed AH-56 „Cheyenne“ wegen nicht beherrschbarer konzeptioneller Mängel abgebrochen wurde, konnte die zuerst nur als Übergangslösung vorgesehene Cobra schnell überzeugen und erwies sich bald als unentbehrlich.
Bereits im August 1967 erreichten die ersten HueyCobras die US-Truppen zur Unterstützung der südvietnamesischen Armee. Im Vietnamkrieg musste die United States Army 157 HueyCobras durch Flugabwehrkanonen (FlaK), vier durch Flugabwehrraketen (FlaRak) und zwölf durch Angriffe auf Flugfelder als Totalverlust durch Feindeinwirkung und 109 durch Unfälle abschreiben. Das USMC verlor in derselben Periode zehn Cobras. Die meisten wurden jedoch nur leicht beschädigt, danach repariert und wieder in Betrieb genommen. Die Hauptaufgabe der HueyCobras bestand damals im Einsatz als luftmobile Artillerie, bewaffnete Eskorte und bewaffnete Aufklärung. Es stellte sich bald heraus, dass der M64-Turm auch in Verbindung mit zwei M18-Behältern nicht genug Feuerkraft lieferte. Bei den schlagkräftigen ungelenkten FFAR-Raketen bestand das Problem, dass bei Vorführungen die hochprofessionellen Army-Instruktoren diese punktgenau verfeuern konnten, die ungeübten Army-Piloten diese Präzision jedoch nicht erreichten. Nachts konnten im Verbund mit UH-1-„Hueys“, die seitlich mit Scheinwerferbündeln ausgestattet waren, immer noch Ziele bekämpft werden. In der Regel blieben die HueyCobras aber bei schlechtem Wetter und nachts am Boden.
Nachdem im Jahr 1972 in der Frühjahrsoffensive AH-1Gs von Nordvietnamesen mit 9K32-„Strela-2“-Fliegerabwehrlenkwaffen abgeschossen worden waren, mussten Maßnahmen zur Verbesserung der Infrarot-Signatur ergriffen werden. Am Triebwerksauslass wurde ein „sugar scoop“ (oder „sugar bowl“) genannter Triebwerksabgasumleiter befestigt, der mit seiner toilettenschüsselähnlichen Form und einer wärmedämmenden Verkleidung aus Asbest- und Metallschichten die heißen Abgase in den Hauptrotor umlenkte, wo sie mit Umgebungsluft vermischt und zerstreut wurden. Die leicht getönten Cockpitscheiben wurden in späten Versionen durch klare ersetzt.

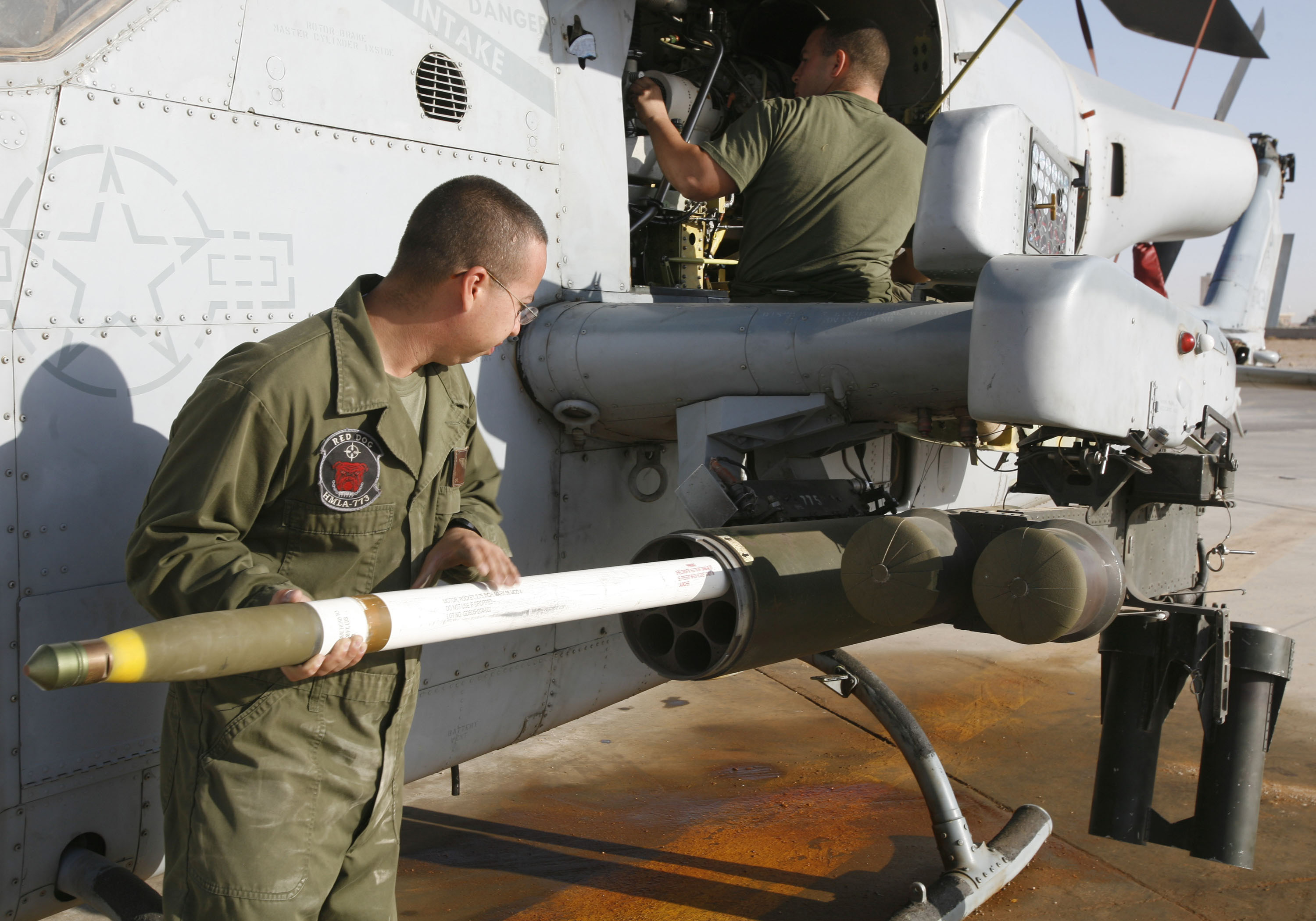
Eine SuperCobra wird mit Hydra-Raketen beladen

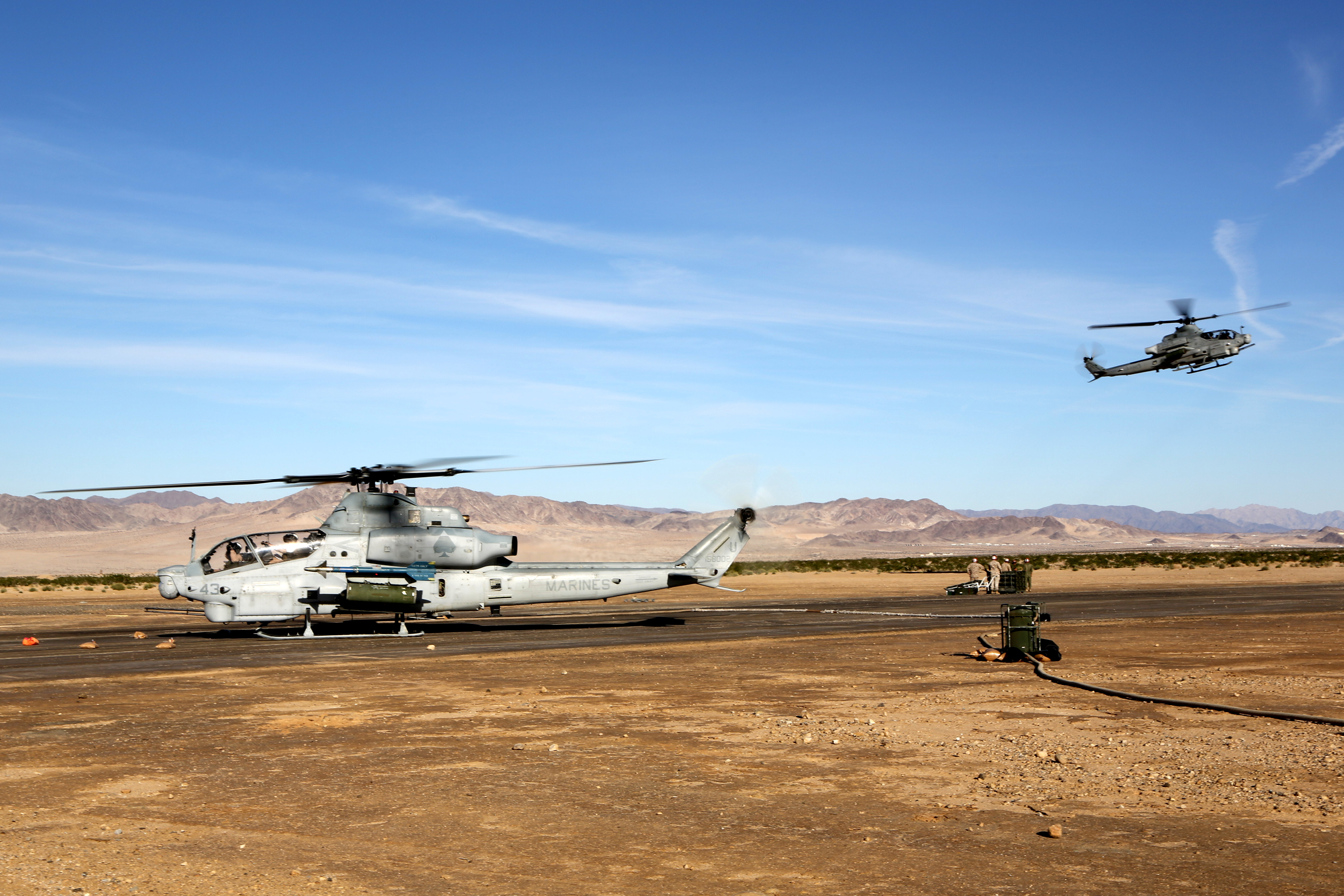
Zwei AH-1Z "Viper" des USMC

Die Weiterentwicklung der G-Variante war der AH-1Q „HueyCobra“.

### AH-1W „SuperCobra“
Mit der Auslieferung der neuen Hughes AH-64A „Apache“ ersetzte die United States Army ab Ende der 1980er-Jahre einen Großteil ihrer AH-1F „Cobra“. Lediglich ein Luftkavallerie-Bataillon der Army setzt noch AH-1F-Cobras ein; die restlichen befinden sich in Reserve bei der Nationalgarde. Ab Ende 2004 wird es lediglich noch TAH-1S „Surrogate“ in der Army für die Nachtflugausbildung von Apache-Piloten geben. Das United States Marine Corps hält jedoch bis heute am Einsatz der Variante „SuperCobra“ fest, da sie in geradezu idealer Weise auf die Bedürfnisse dieser Spezialtruppe und die beengten Verhältnisse auf deren Amphibienschiffen zugeschnitten ist (klein, leicht, geringer Platzbedarf, seetauglich und im Verhältnis zur Größe hohe Feuerkraft). Da das Marine Corps nicht auf die wendigen Cobras verzichten wollte, wurden deren AH-1J/T-Bestände auf den Stand des verbesserten Modells AH-1W „SuperCobra“ aus vorhandenen Zellen modernisiert. Der AH-1W „SuperCobra“ ist durch seine beiden leistungsgesteigerten Turbinen T700 agiler als sein Vorgänger AH-1T und kann endlich die volle Bewaffnung über längere Distanzen in das Kampfgebiet befördern. Er hat zudem neuere Avionik sowie die Möglichkeit, Luft-Luft-Raketen vom Typ AIM-9 Sidewinder mitzuführen. Dadurch stellt die „SuperCobra“ eine Gefahr für feindliche Hubschrauber und Kampfflugzeuge dar. Das USMC lässt die AIM-9 Sidewinder zumeist weg, da diese sonst die beiden wichtigsten Aufhängepunkte belegt. Die vorhandene Panzerung umfasst lediglich die beiden Pilotensitze und die Rotorblätter, die Flugabwehrmunition bis zu einem Kaliber von 23 mm widerstehen können. Der restliche Teil des Hubschraubers ist ungepanzert, was seine Überlebensfähigkeit bei Feindbeschuss stark verringert. So stürzten bei der Operation Urgent Fury bereits zu Beginn des Angriffes zwei AH-1T nach Beschuss ab. Die drahtgelenkten TOW-Raketen wurden durch die modernen lasergelenkten AGM-114 „Hellfire“ ergänzt. Da die teuren Hellfire jedoch nur gegen gepanzerte Ziele sinnvoll eingesetzt werden können, waren die günstigeren TOW-Raketen bei Einsätzen in Afghanistan und im Irak effizienter.

### AH-1Z „Viper“
Damit war das trotz sehr kurzer Entwicklungszeit bemerkenswert erfolgreiche Muster AH-1 jedoch noch längst nicht ausgereizt: Das neueste Modell AH-1Z „Viper“ von 2011 hat nun neueste Computer- und Zielsuchtechnik und einen vierblättrigen lagerlosen Hauptrotor, mit dem die Flugleistungen nochmals verbessert werden konnten. Die Möglichkeit, die Panzerabwehrlenkwaffen des Typs TOW einzusetzen, besteht allerdings nicht mehr. Bei der Weiterentwicklung der AH-1Z wurde bei Bell im Rahmen des H-1-Programms zeitgleich die UH-1N zur UH-1Y „Venom“ modernisiert. Dadurch sollte ein Großteil der Komponenten wie Triebwerk, Getriebe, Avionik, Rotorkopf etc. für beide Hubschrauber genutzt werden können. Bell geht davon aus, dass sich durch die zu 84 % austauschbaren Teile die Betriebskosten bei einer Nutzungsdauer von 30 Jahren um ca. 3 Milliarden US-Dollar reduzieren lassen. Die Firma Bell Helicopter hatte 2023 juristische Schritte gegen den vom Bundesverteidigungsministerium (BMVg) geplanten Kauf von H145-Hubschraubern von Airbus eingeleitet. Da der Kauf ohne Ausschreibung an Airbus ging, wurde eine Einflussnahme der Firma Airbus nicht ausgeschlossen.

## Cobra-Versionen für US Army und Marines
(die Versions-„Nummerierung“ war über die Jahre alles andere als stringent und ist deshalb nachfolgend chronologisch geordnet)
- AH-1G „HueyCobra“ – Erste Produktionsversion für die US-Armee, gebaut zwischen 1966 und 1973 bei Bell in Fort Worth, eingeteilt in frühe (Heckrotor links) und späte Varianten (Heckrotor rechts)
  - 1966: 110 × AH-1G früh (Block 1) Seriennummern 66-15248 bis 66-15357
  - 1967: 420 × AH-1G früh (Block 2) Seriennummern 67-15450 bis 67-15869
  - 1968: 308 × AH-1G früh (Block 3) Seriennummern 68-15000 bis 68-17113
  - 1969: 38 × AH-1G früh (Block 4) Seriennummern 69-16410 bis 69-16447
  - 1970: 174 × AH-1G spät (Block 5) Seriennummern 70-15936 bis 70-16105
  - 1971: 70 × AH-1G spät (Block 6) Seriennummern 71-15090 bis 71-21052
  - 1972: 4 × AH-1G spät (Block 7) Seriennummern 72-21461 bis 72-21464
- AH-1Q „HueyCobra“ – mit TOW bewaffnet, TSU-Zielsystem (Telescopic Sight Unit, ein Zielsystem für die TOW), allerdings stark untermotorisiert
- AH-1S „HueyCobra“ – Modernisierungsprogramm für „Altbau“-AH-1G der Army, neues Startsystem für TOW-Raketen, 1980
- AH-1P „Cobra“ – verbesserte AH-1S mit gradflächigen Kabinenhaubenverglasung und Vollkomposit-Rotorblättern Kaman K747; diese haben spitz zulaufende Rotorenden, auch als AH-1S Step 1 bekannt
- AH-1E „Cobra“ – verbesserte AH-1P mit Generator, auch als AH-1S Step 2 bekannt
- AH-1F „Cobra“ – ausgerüstet mit neuer optischer Zielerfassung, Radar-Warngerät sowie allen früheren Upgrades, gegenwärtiger „Standard-Cobra“ der US-Armee
- AH-1J „SeaCobra“ – erste navalisierte Version für das Marine Corps mit zwei Turbinen und Rotorbremse
- AH-1T „SeaCobra“ – leistungsgesteigerte USMC-Version mit BGM-71 TOW und TSU, verlängerter Rumpf
- AH-1W „SuperCobra“ – Aufrüstung alter AH-1T; leistungsgesteigert mit zwei neuen Turbinen, neuer Avionik und Bewaffnung

Der letzte Flug einer „SuperCobra“ nach 34 Dienstjahren fand am 14. Oktober 2020 mit einem Abschiedsflug in der Nähe von New Orleans statt.

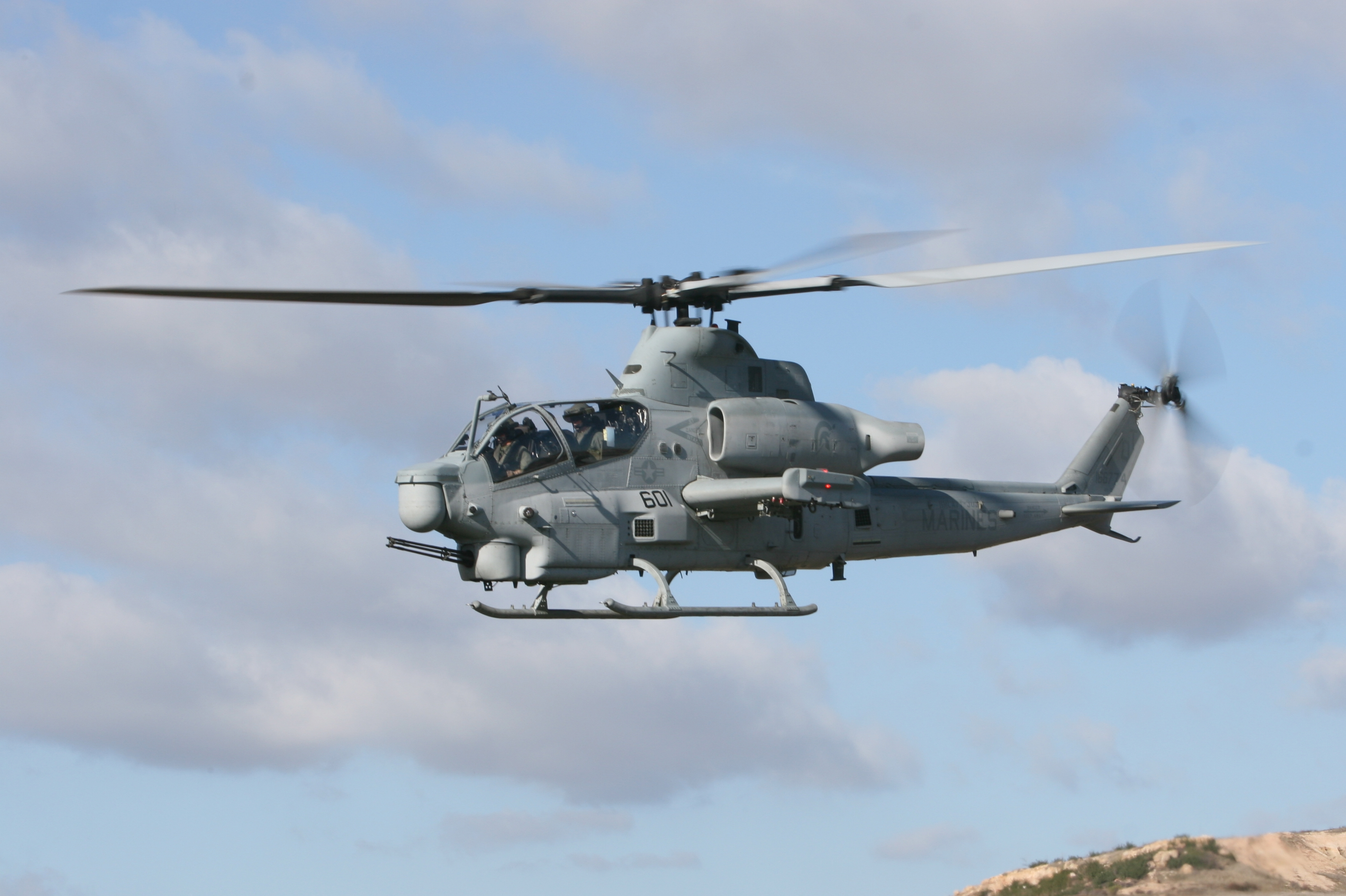
Eine AH-1Z Viper des USMC des Marine Light Attack Helicopter Training Squadron 303

- AH-1Z „Viper“ – Geplant sind 58 Neubauten sowie die Aufrüstung von 131 alten AH-1W „SuperCobra“ mit vierblättrigem, gelenk- und lagerlosem Rotor, neuem Zielerfassungssystem AAQ-30 Hawkeye mit FLIR, Laserzielbeleuchter und verbessertem Nachtsichtsystem, Helmvisier, Millimeterwellen-Radar und AGM-114 Hellfire, geänderten Stummelflügeln, gekühlten Triebwerksausgängen sowie vielen Systemen analog zur Bell UH-1Y „Venom“ (Triebwerk, APU, Heckausleger, vierblättriger Heckrotor und Teile der Elektronik). Die Maschine wurde im Februar 2011 vom US Marine Corps für einsatzbereit erklärt.
- GAH-1S – Dies ist eine fluguntaugliche AH-1S, die zur Ausbildung der Besatzungen und Mechaniker am Boden verwendet wurde. Es wurde nur ein einzelner Hubschrauber geliefert.
- TAH-1S „Surrogate“ – Diese Trainervariante hat einen dearmierten Turm sowie einen PNVS-Sensor auf der Nase. Er ist auch als „Night Stalker“ bekannt. Für den hinten sitzenden Piloten können zudem die Kabinenfenster für IFR-Flüge verdunkelt werden. Diese durch Northrop modifizierte AH-1S hat denselben PNVS-Sensor wie die AH-64A Apache. Der Kinnturm wurde gegen einen Pilot Night-Vision Sensor (PNVS) des AH-64 Apache ausgetauscht. Die Maschinen werden zur Ausbildung der AH-64-Piloten genutzt, wobei besonders das Nachtflug- und Nachtlandetraining im Mittelpunkt stehen. Es wurde in den 1980er Jahren insgesamt 15 AH-1S-„Cobra“-Hubschrauber bei Northrop umgebaut.
- TAH-1F „Cobra“ – Diese Trainervariante ist mit Doppelsteuerung wie die TAH-1S ausgerüstet und dient der Umschulung auf die AH-1F. Es wurden zwischen 1979 und 1982 insgesamt 41 AH-1G „HueyCobra“ auf den Stand der TAH-1F umgebaut.
- TH-1G „HueyCobra“ – Trainervariante mit Doppelsteuerung für Umschulung auf die AH-1G. Es wurde mindestens ein Hubschrauber gebaut.

## Technische Daten des Modells AH-1W

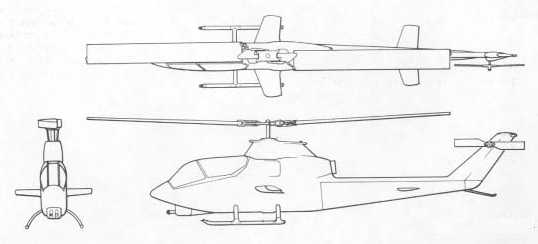
Risszeichnung der Bell AH-1G „HueyCobra“

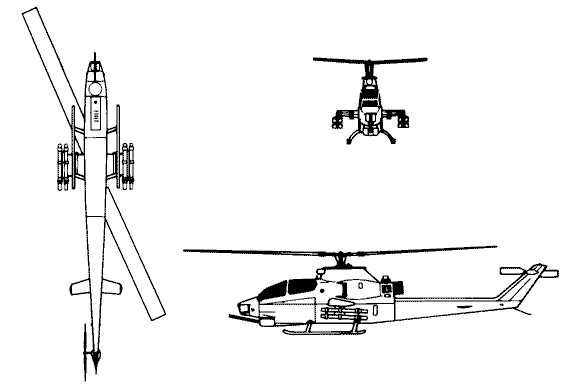
Risszeichnung der Bell AH-1F „Cobra“

Risszeichnung der Bell AH-1Z „Viper“

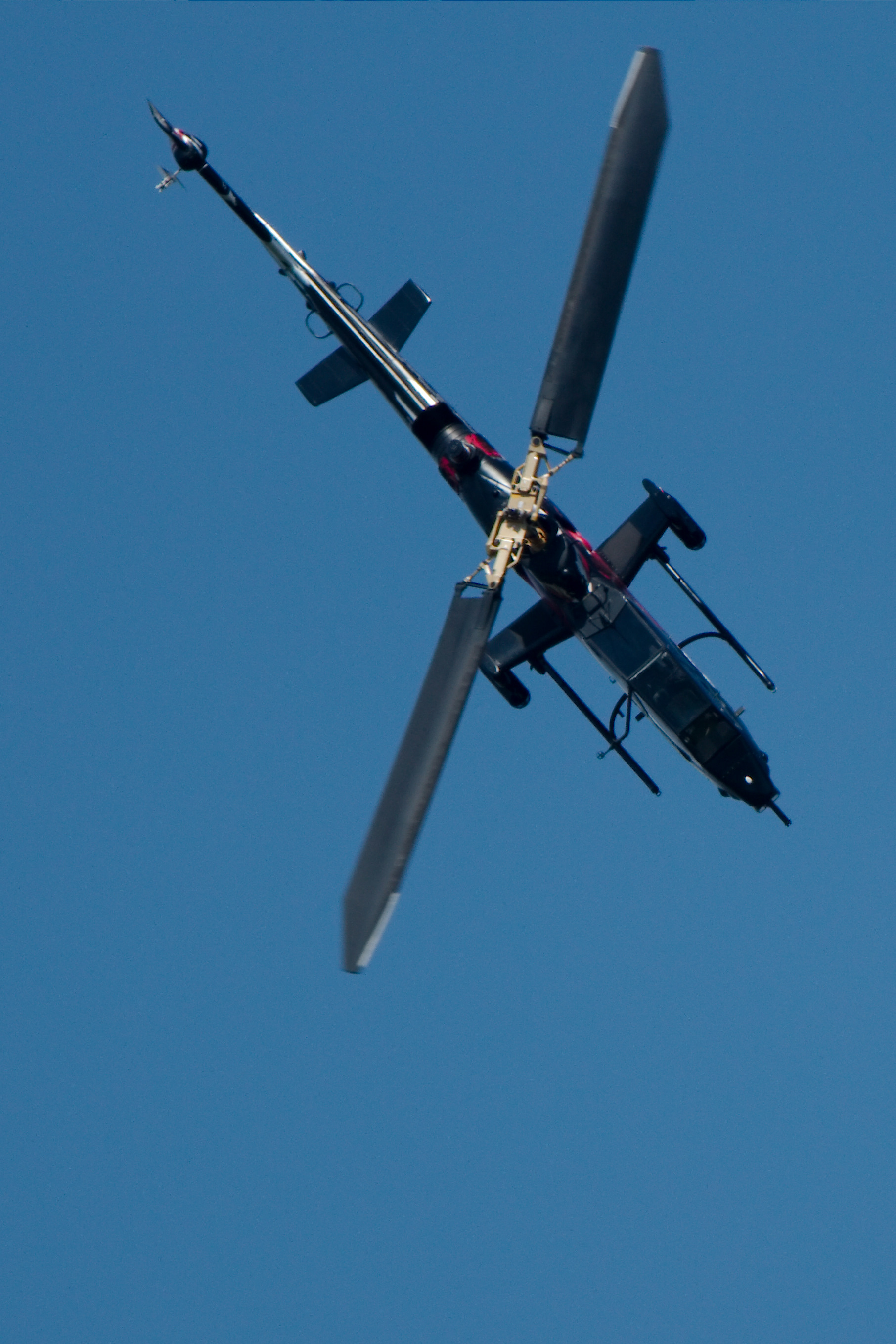
Die Draufsicht zeigt die extrem schlanke Bauform

| Kenngröße                 | Daten |
| ------------------------- | --- |
| Länge über alles          | 17,68 m |
| Rumpflänge                | 13,97 m |
| Höhe über alles           | 4,31 m |
| Hauptrotorkreisfläche     | 168,10 m² |
| Breite mit Stummelflügeln | 3,28 m |
| Hauptrotordurchmesser     | 14,63 m |
| Heckrotordurchmesser      | 2,97 m |
| Triebwerk                 | Doppel-Wellenleistungstriebwerk General Electric T700-GE-401 mit je 1.196 kW (1.626 PS), durch ein Getriebe verbunden |
| Höchstgeschwindigkeit     | 315 km/h |
| Dienstgipfelhöhe          | 6.000 m |
| Schwebeflughöhe           | 915 m / 4.750 m (ohne / mit Bodeneffekt)                                                                              |
| Reichweite                | ca. 635 km |
| Leermasse                 | 4.656 kg |
| max. Startmasse           | 6.690 kg |
| Treibstofftankvolumen     | 1.153 l intern 1.165 l extern in vier 77-gal-Zusatztanks                                                              |

## Triebwerk, Rotoren und Energieversorgung AH-1G
- Turbine: T-53-L-13
- Rotor: zwei breite halbstarre Vollmetall-Rotorblätter Typ B540 ohne den bekannten Stabilisierungsbalken der Huey. Die Rotorblätter sind breiter als die der Huey.
- Heckrotor: zweiblättriger steifer Vollmetall-Rotor
- Stromversorgung: batteriebetriebenes Gleichstromnetz mit 28 Volt Spannung
- Treibstofftank: 936 Liter JP-4-Treibstoff, selbstabdichtend und gepanzert bis Beschuss mit Kaliber 12,7 mm

## Bewaffnung

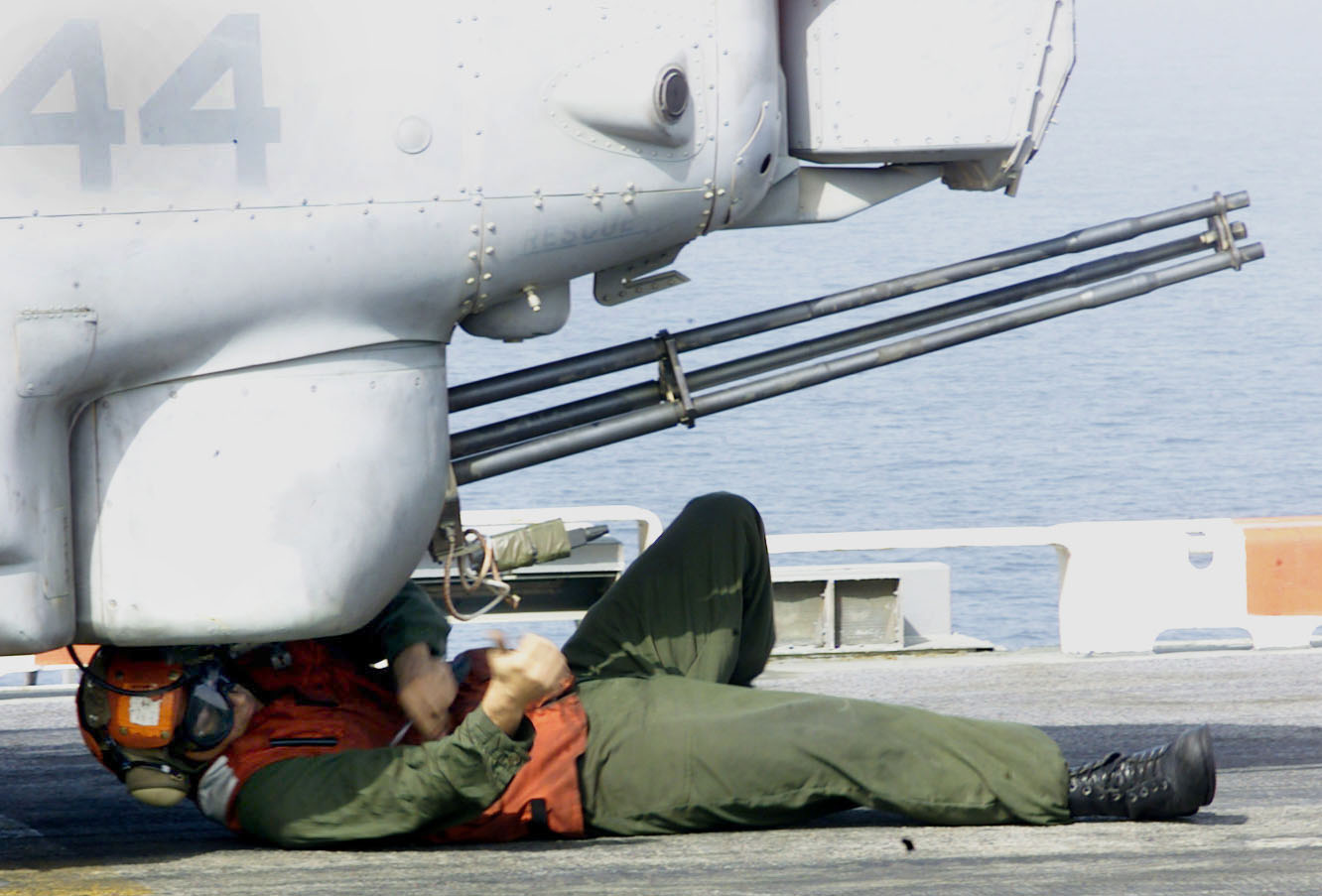
GTK4A-Kinndrehturm an einer AH-1W SuperCobra

Festinstallierte Bewaffnung im beweglichen Kinndrehturm
AH-1G/Q
- 1 × Emerson Electric (X)M-64 / TAT-102A-Kinndrehturm mit einem 7,62-mm-Gatling-Maschinengewehr General Electric M134 „Minigun“ (GAU-2B/A) mit einem Munitionsbehälter für 8000 Schuss Munition (nur AH-1G Block 1 und 2).[6]
- 1 × Emerson Electric (X)M28 / TAT-141-Kinndrehturm mit 2 × schwenkbaren Waffen (bspw. 2 × automatischen 40-mm-Granatwerfern M75, später Granatwerfern M129 oder zwei M134-Minigun-Gatling-MGs oder eine Kombination beider). Eine Kombination aus Granatwerfer und MG hat sich bewährt, da sonst bei zwei gleichen Systemen ein Problem bei der Munitionszuführung auftreten konnte. Die Munition ist in einer Trommel hinter dem Turm direkt unter dem Bordschützen untergebracht. Es können so 4000 Schuss 7,62-mm-Munition oder 300 Schuss 40-mm-Munition mitgeführt werden. Der XM28-Turm ist horizontal über einen 230°-Kreisbogen drehbar. Nach oben beträgt die maximale Auslenkung 25° und nach unten 60°. Die Steuerung erfolgt hydraulisch, resultierend aus den Steuereingaben des Bordschützen mit dem Aircraft Turret Sighting Station (einer Art Steuerhorn/Joypad für den Turm) schwenkt der Turm mit. Diese Turmvariante wurde lediglich von den AH-1G der Blöcke 3 und 4 verwendet.[7]
- 1 × (X)M28A1-Turm (nur AH-1G Block 5 und 6)

AH-1E/F/S
- 1 × GTK4A-Kinndrehturm (UTS „universal turnet“) mit einer dreiläufigen 20-mm-Gatling-Maschinenkanone General Dynamics Armament Systems M197 mit 700 Schuss im Munitionsbehälter. Der Turm war derart konstruiert, dass die M197-Maschinenkanone in 30 Minuten gegen eine Bushnell-M230-Maschinenkanone im Kaliber 30 mm hätte ausgewechselt werden können, doch adaptierte die U.S. Army diese Möglichkeit nicht. Bevor Waffen von den Außenlastenträgern abgefeuert werden konnten, musste der Turm nach vorne geschwenkt und verriegelt werden.

AH-1J/T/W/Z
- 1 × A/A49E-7-Kinndrehturm mit einer dreiläufigen 20-mm-Gatling-Maschinenkanone General Dynamics Armament Systems M197 mit 750 Schuss im Munitionsbehälter.

Kampfmittel für maximal 2.600 kg an vier Aufhängestationen unter den beiden Stummelflügeln
Luft-Luft-Lenkflugkörper

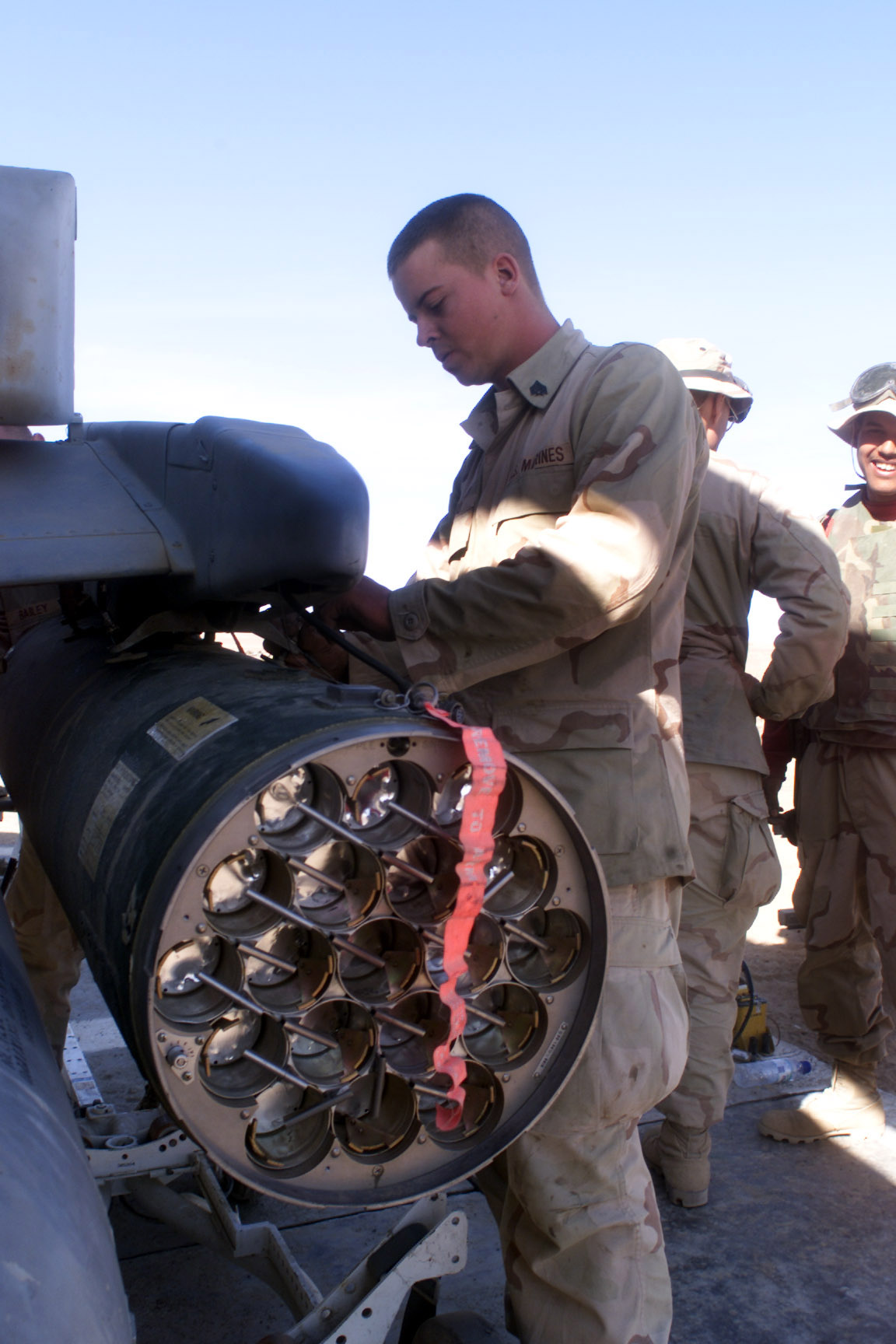
Waffenmechaniker an einem LAU-261 einer AH-1W SuperCobra

- 2 × LAU-7-Startschienen für je 1 × Raytheon AIM-9L/M-8/X „Sidewinder“ (je ein Werfer an den äußeren Aufhängepunkten)

Luft-Boden-Lenkflugkörper
- 2–4 × Werfergestelle M299 mit je 4 × Boeing Corp/Martin Marietta AGM-114K/L/N/M1 „Hellfire“ – laserferngesteuerte Panzerabwehrlenkwaffe
- 2–4 × Werfergestelle M299 mit je 4 × Lockheed Martin AGM-179 „JAGM“ – laser- bzw. radargesteuerten Panzerabwehrlenkwaffen
- 2–4 × Werfergestelle mit je 2 × Raytheon BGM-71B/C/D/H „TOW“ – drahtferngesteuerter (SACLOS) Panzerabwehr-Lenkflugkörper (bis AH-1W)
- 2 × Werfergestelle mit je 2 × Rafael Spike-ER – drahtferngesteuerter (SACLOS) Panzerabwehr-Lenkflugkörper
- 2 × LAU-7-Startschiene für je eine Motorola AGM-122A „Sidearm“ – Radarbekämpfungs-Lenkflugkörper

Ungelenkte Luft-Boden-Raketen
- 4 × Raketen-Rohrstartbehälter LAU-61/19/261 bzw. XM-159/200 für je 19 × ungelenkte Hydra-Luft-Boden-Raketen; Kaliber 70 mm / 2,75 inch
- 4 × Raketen-Rohrstartbehälter LAU-260/68 bzw. XM-157/158 für je 7 × ungelenkte Hydra-Luft-Boden-Raketen; Kaliber 70 mm / 2,75 inch
- 2 × Raketen-Rohrstartbehälter LAU-10B/A für je 4 × ungelenkte Zuni-Luft-Boden-Raketen; Kaliber 127 mm / 5 inch
- 4 × Raketen-Rohrstartbehälter TBA 68-7 für je 7 × ungelenkte Luft-Boden-Raketen SNEB; Kaliber 68 mm
- 4 × Raketen-Rohrstartbehälter TBA 68-12C für je 12 × ungelenkte Luft-Boden-Raketen SNEB; Kaliber 68 mm
- 2 × Raketen-Rohrstartbehälter TBA 68-22C für je 22 × ungelenkte Luft-Boden-Raketen SNEB; Kaliber 68 mm

Ungelenkte Freifallbomben
- 2 × CBU-55/B (235-kg-/500-lb-Aerosolbombe)
- 2 × Mk.77 Mod 2 / Mod 4 (230-kg-/500-lb-Napalm-Brandbombe)
- 2 × Mark 81 LDGP (127-kg-/260-lb-Freifallbombe)
- 2 × Mark 82 LDGP (227-kg-/500-lb-Freifallbombe)
- 2 × M118-Rauchgranatwerfer: Der für die U. S. Army als XM-118 entwickelte Werfer war dafür konzipiert, zwölf Rauchgranaten im freien Fall abzuwerfen. Der Werfer wurde vorwiegend an den Aufhängungen der Stummelflügel der Bell AH-1G „HueyCobra“ montiert. Zudem konnte der Granatwerfer an der Unterseite des XM-157/B-Raketenwerfers festgezurrt werden.

Zusatzbehälter
- 2 × GPU-2/A-Maschinenkanonen-Behälter (dreiläufige 20-mm-Gatling-Maschinenkanone M197 mit 300 Schuss Munition. Die Kadenz kann zwischen 750 oder 1500 Schuss/Minute gewählt werden.)
- 2 × (X)M18A1 bzw. SUU-11/A-Maschinengewehr-Behälter (sechsläufiges 7,62-mm-Gatling-Maschinengewehr General Electric M134). Im MAU-57-Behälter ist Raum für 1500 Schuss 7,62-mm-Munition, einen Akkumulator für den Rotationsantrieb der Minigun sowie eine elektronische Steuereinheit. So kann die Kadenz zwischen 2000 oder 4000 Schuss/Minute gewählt werden.
- 1 × (X)M35-Maschinenkanonen-Zurüstsatz (sechsläufige 20-mm-Gatling-Maschinenkanone General Electric M195 mit 950 Schuss Munition.)
- 2–4 × abwerfbare Zusatz-Treibstofftanks mit 291 Litern (77 US gal) Kerosin
- 2 × abwerfbare Zusatz-Treibstofftanks mit 378 Litern (100 US gal) Kerosin
- 4 × abwerfbare Zusatz-Treibstofftanks mit 870 Litern (230 US gal) Kerosin (nur AH-1Z)

## Selbstschutzsysteme

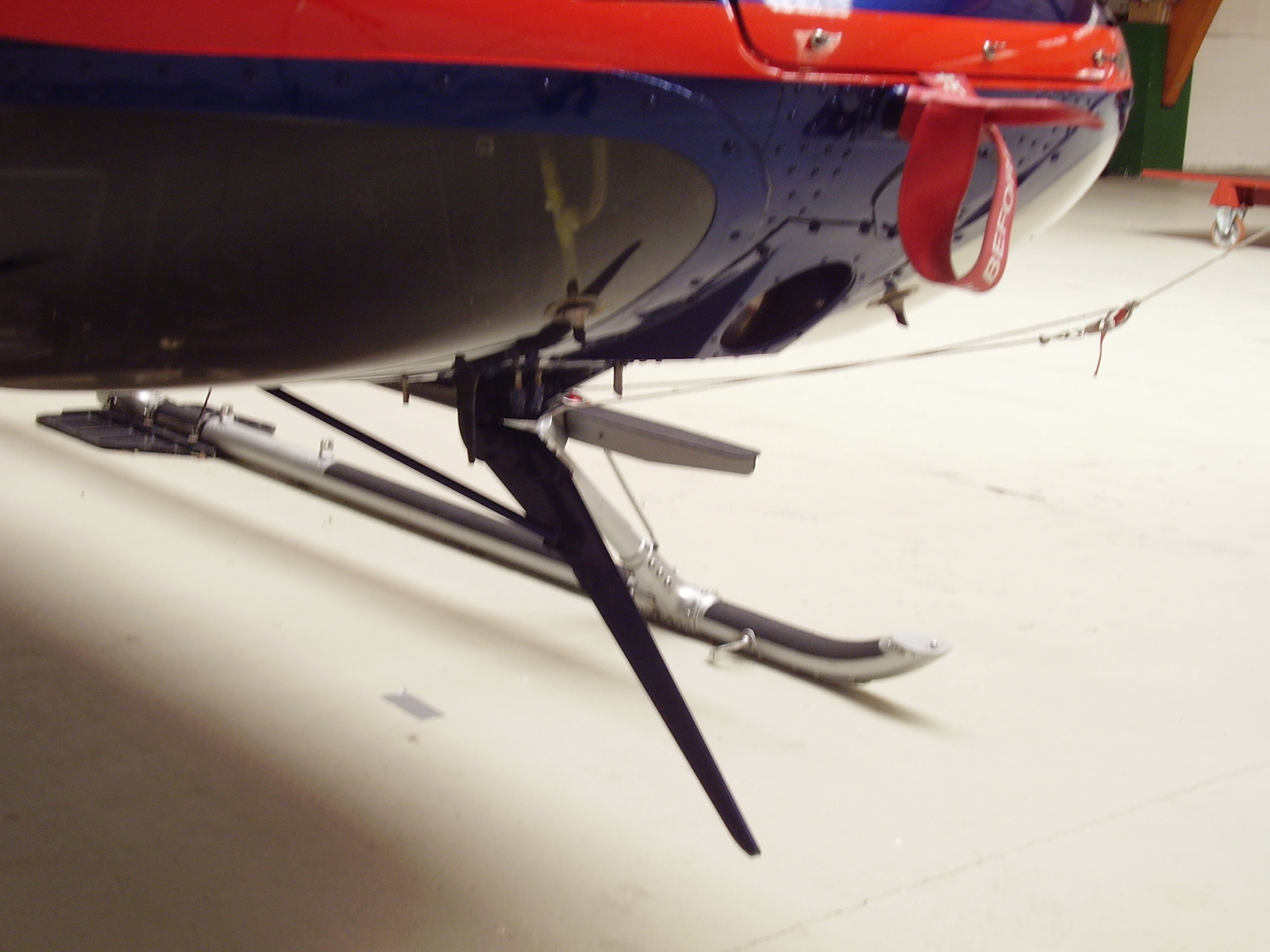
Eine Kabelschneidvorrichtung am Bug

Aufgrund der Erfahrungen aus dem Einsatz in Vietnam versah die Army ihre HueyCobras mit Selbstschutzsystemen.

### AH-1G
Passive Maßnahmen
- 1 × Abgaskühldiffusor (Infrarotunterdrückungs-Abgasluftkühler („sugar scoop“ oder „sugar bowl“)) am Ende des Abgasrohres. Dieses gebogene Rohr aus einer wärmedämmenden Verkleidung bestehend aus Asbest- und Metallschichten lenkt die heißen Abgase in den Hauptrotor um, wo die Abgase mit Umgebungsluft vermischt und zerstreut wurden.
- 1 × Garret Air Research Abgaskühldiffusor (längere Abgasöffnung mit Gitterrohr zur Verringerung der IR-Signatur, nur AH-1S Step 3)

### AH-1S/F/W/Z

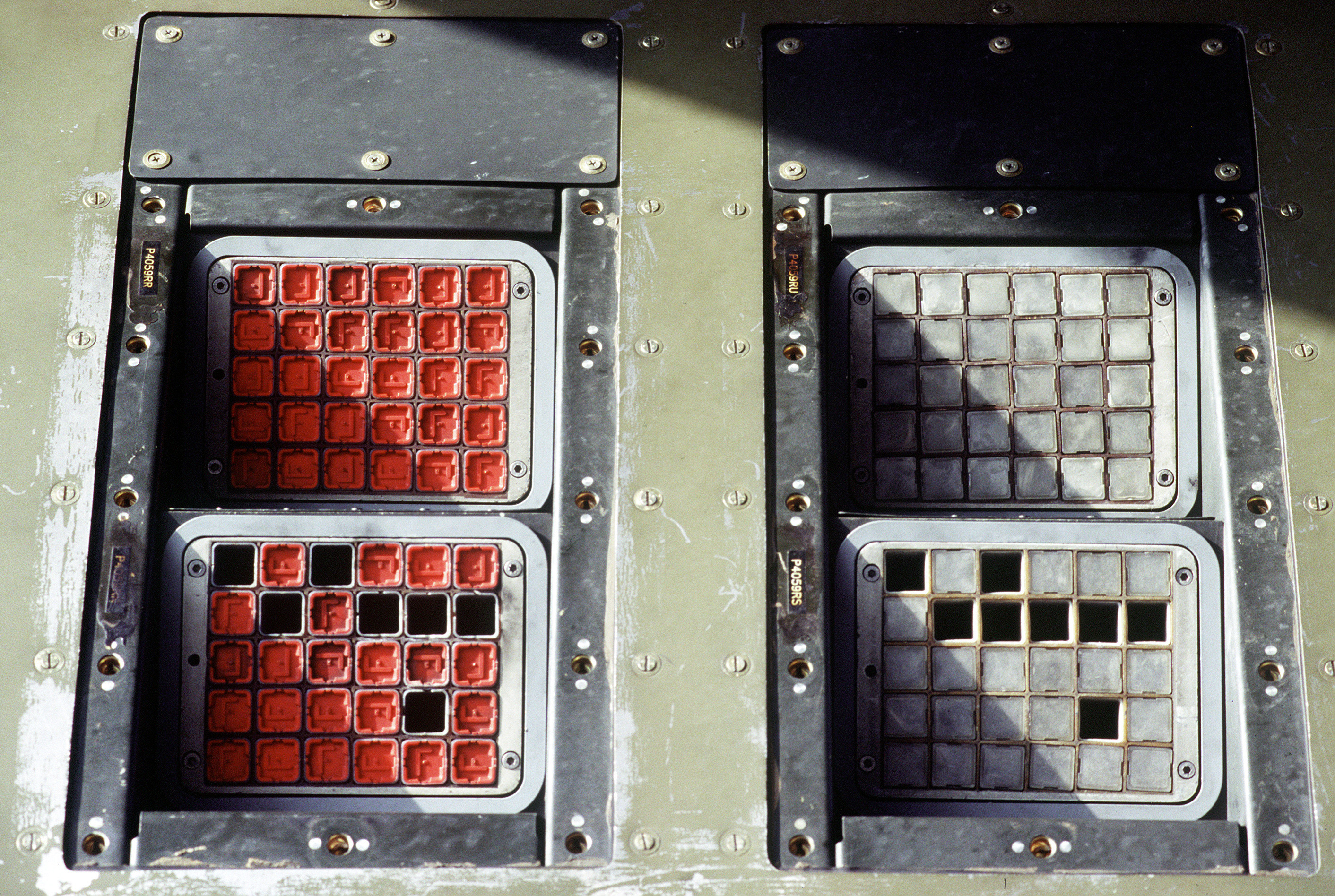
ALE-47 einer C-130 Hercules links mit Leuchtfackeln, rechts mit Düppeln bestückt

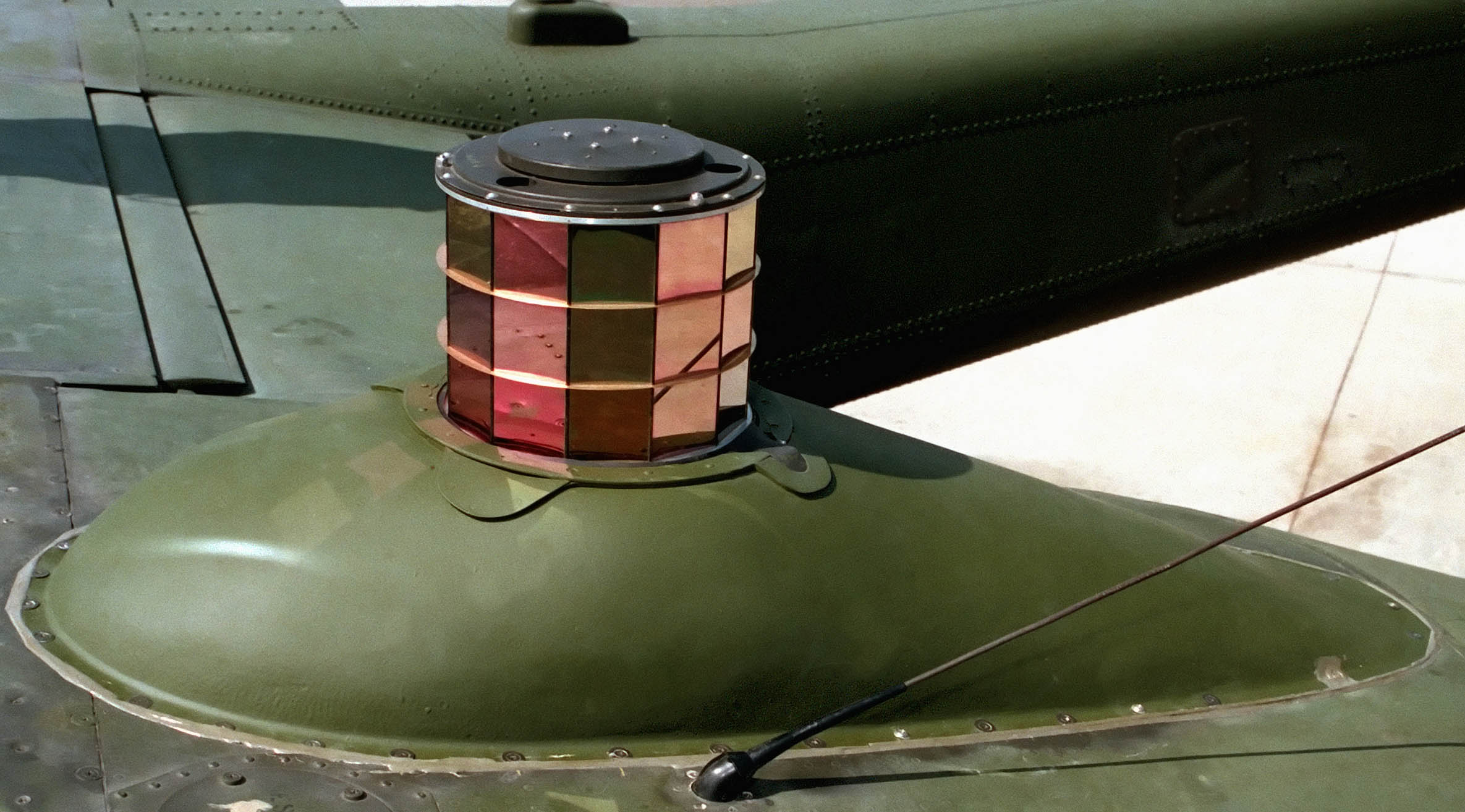
Ein ALQ-144A(V)1-IR-Störstrahler an einer OV-10 Bronco

Bei der AH-1Z werden die Selbstverteidigungssysteme über das AN/ALQ-211 SIRCM koordiniert
Aktive Maßnahmen
- 2–4 × BAE Systems AN/ALE-47-Täuschkörperwerfer mit je 30 × 25,4-mm-Täuschkörpern (bspw. M206-Leuchtfackel-Treibsätze oder RR-170A/AL-Düppel-Treibsätze 1″ × 1″) (nur AH-1Z)
- 2 × M130-Täuschkörperwerfer mit je 30 Täuschkörpern (nur AH-1J,S Step 2, P)
- 1 × BAE AN/ALQ-144A(V)3-Infrarot-Störstrahler (IRCM)
- 1 × ITT Avionics AN/ALQ-136(V1) Radar-Störsender (nur AH-1F)

Passive Maßnahmen
- 4 × Northrop Grumman AN/APR-39B(V)2-Radarwarnsensor
- 4 × BAE AN/AAR-47-MWU Laser- und Raketenanflugswarnsensor (nur AH-1Z)
- 2 × Kabelschneider über der Pilotenkanzel und unter dem Munitionsstaufach
- 2 × HIRSS-Abgasluftkühldiffusoren (hover infrared suppressor subsystem) am Ende der Abgasrohre
- Spezialanstrich der Außenhaut zur Minderung der Infrarotabstrahlung

## Betreiber

### Militärische Betreiber

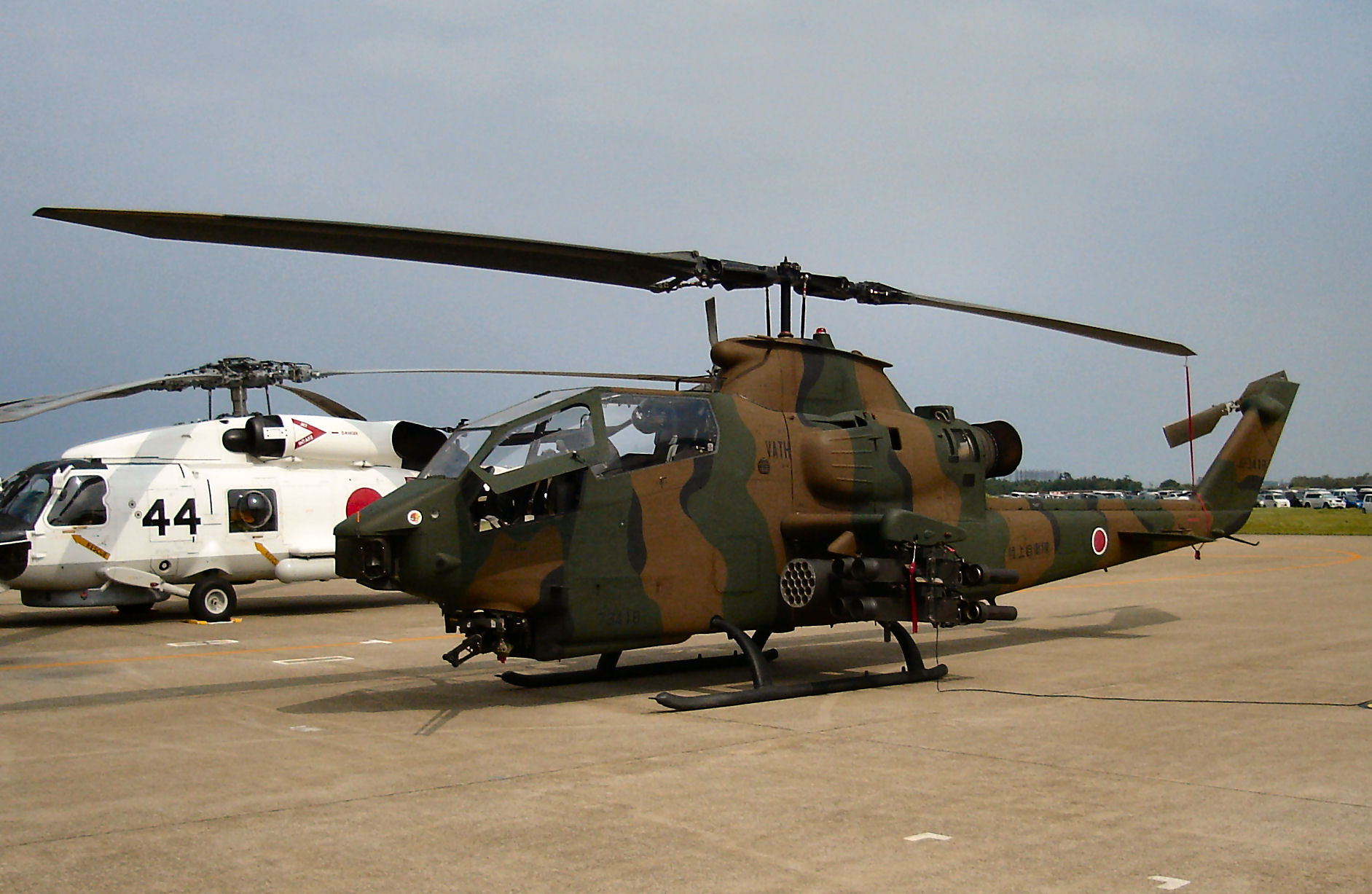
Bell AH-1S „Cobra“ der japanischen Landstreitkräfte

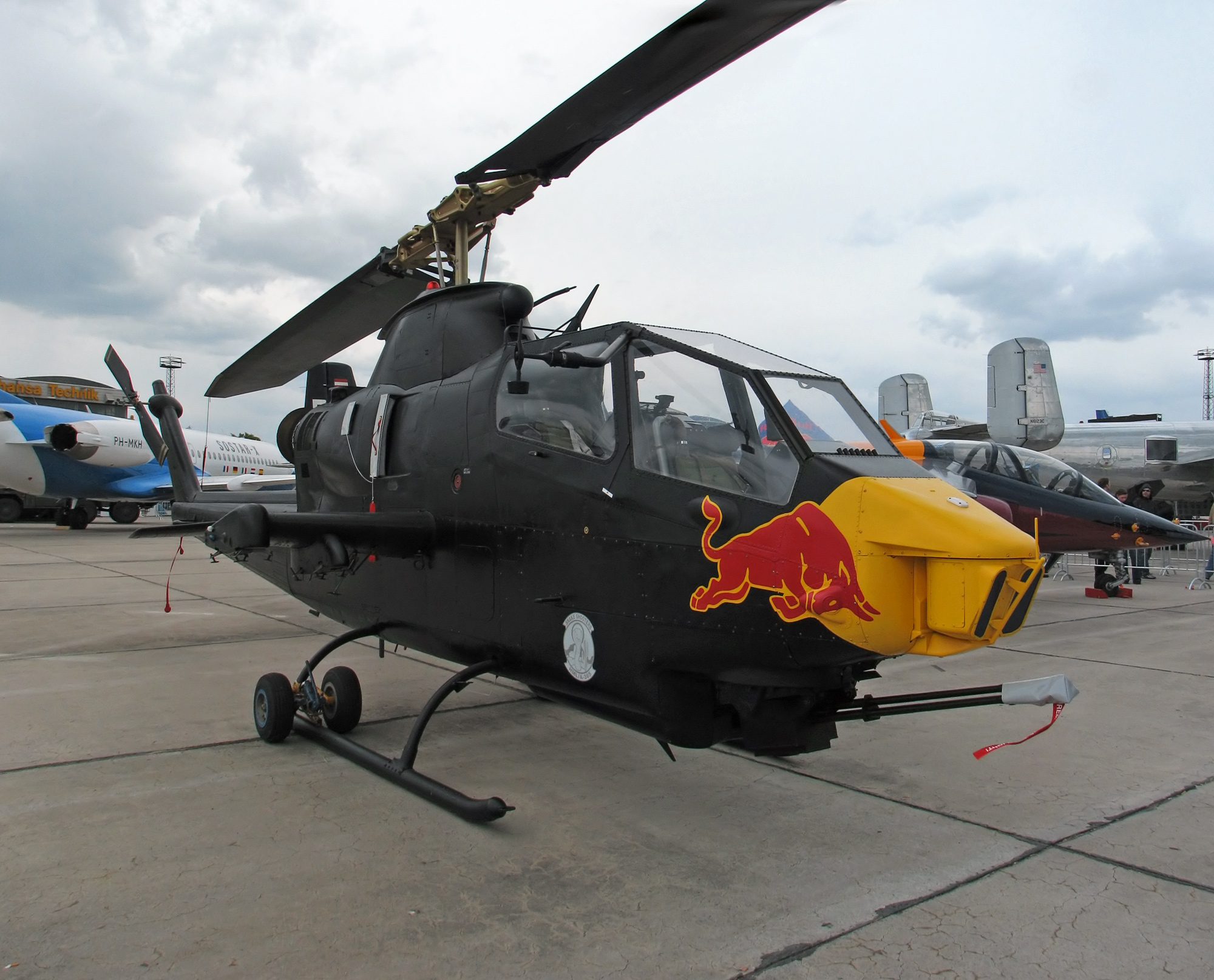
Eine AH-1S Cobra der Flying Bulls mit Nose art auf der ILA 2006

Im Laufe der Jahre wurden AH-1 Cobras in folgende Staaten exportiert, die Mengen beziehen sich auf bestellte Exemplare:
 Bahrain
Royal Bahraini Air Force: 42, 24 AH-1E/P, 6 × TAH-1P, 12 AH-1Z (letztere im Jahr 2018)
 Iran
Iranische Heeresflieger: 202 AH-1J
 Japan
Japanische Heeresflieger: 91, 2 AH-1E, 89 AH-1S
 Jordanien
Jordanische Luftwaffe: 33, 24 AH-1S, 9 AH-1F
 Kenia
Kenya Air Force: 3 AH-1E/F (von Jordanien übernommen)
 Nigeria
Nigerianische Luftwaffe: 12 AH-1Z
 Pakistan
Pakistan Army Aviation Corps: 47, 20 AH-1S, 8 AH-1F, 19 × AH-1Z (letztere noch in Beschaffung)
 Philippinen
Philippine Air Force: 2 AH-1E/F (von Jordanien übernommen)
 Slowakei
Luftstreitkräfte der Slowakischen Republik: 12 AH-1Z (bestellt 2023)
 Südkorea
Südkoreanische Luftwaffe: 62, 42 AH-1S, 20 × AH-1F
 Taiwan
Taiwanische Luftwaffe: 63 AH-1W
 Thailand
Thailändische Luftwaffe: 4 AH-1F
 Tschechien
Streitkräfte der Tschechischen Republik: 10 AH-1Z (4 bestellt 2019, 6 weitere gebrauchte US-Exemplare)
 Türkei
Türkische Landstreitkräfte: 48, 32 AH-1P/S
Türkische Marine: 10 AH-1W
 Vereinigte Staaten
United States Marine Corps: 299, 49 AH-1J, 43 AH-1T, 179 AH-1W, 28 AH-1Z
Ehemalige Betreiber
 Israel
Israelische Luftwaffe: 61, 6 AH-1G, 30 AH-1S, 12 AH-1E, 13 AH-1F
 Spanien
Armada Española: 8 AH-1G
 Vereinigte Staaten
United States Army: 1116 AH-1G/Q/S/P/E/F
Die spanische Marine und die US Army waren die einzigen Nutzer, die die AH-1 in Westeuropa stationierten.

### Zivile Betreiber

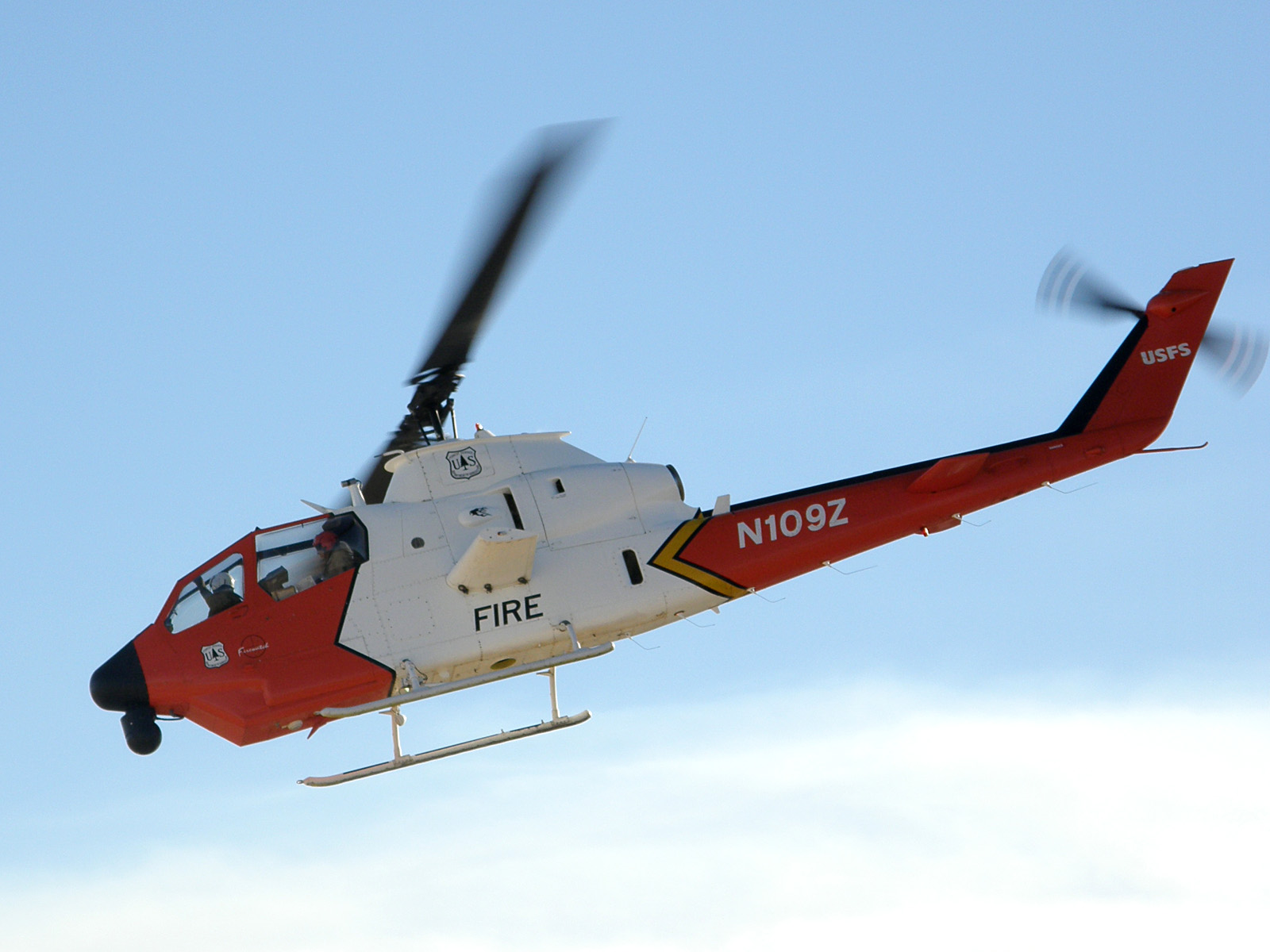
Bell 209 des USFS, 2007

Vereinigte Staaten – luftgestützte Feuerwehr
U.S. Forest Service: 25 AH-1F (Bell 209 Firewatch Cobra)
Florida Division of Forestry: 3 AH-1P (Bell 209 „Firesnake“)

### Private Betreiber
Österreich – Flying Bulls (Private Flugzeugflotte)
Flying Bulls: 1 AH-1S (restauriert mit Originalen Teilen, Entmilitarisierter Helikopter der US-Armee)